# Fourth
Fourth è un album dei Soft Machine del 1971, noto negli Stati Uniti anche come Four o 4.

## Il disco
È il primo album interamente strumentale del gruppo e segna l'abbandono definitivo del rock psichedelico e del rock progressivo degli esordi, completandone la transizione verso il jazz. È anche l'ultimo disco registrato con il batterista e membro fondatore Robert Wyatt, che già nel 1970 aveva pubblicato il suo primo album solista, The End of an Ear. Wyatt, dopo aver abbandonato i Soft Machine, verso la fine del 1971 fondò il suo nuovo gruppo Matching Mole. Come nei precedenti album dei Soft Machine, anche a Fourth collaborano turnisti che, pur non facendo parte del gruppo, l'avrebbero seguito anche in tournée.

## Edizioni
Nel 1999 Fourth e Fifth furono ristampati assieme, su un singolo CD.
Nel 2007 Fourth fu ripubblicato nella serie Soft Machine Remastered - The CBS Years 1970-1973. Il libretto accluso contiene una nota di Mark Powell sulla storia del gruppo e la sua importanza nella scena progressive.

## Brani
Lato A
1. Teeth - 9:12 (Mike Ratledge)
2. Kings and Queens -  5:00 (Hugh Hopper)
3. Fletcher's Blemish - 4:35 (Elton Dean)

Lato B
1. Virtually Part 1 - 5:17 (Hugh Hopper)
2. Virtually Part 2 - 7:06 (Hugh Hopper)
3. Virtually Part 3 - 4:31 (Hugh Hopper)
4. Virtually Part 4 - 3:20 (Hugh Hopper)

## Musicisti

### Soft Machine
- Hugh Hopper – basso
- Mike Ratledge – organo Lowrey, piano Wurlitzer
- Robert Wyatt – batteria
- Elton Dean – sassofono alto, saxello

### Musicisti addizionali
- Roy Babbington – contrabbasso (1,3,4,6)
- Mark Charig – corno (2,3,4)
- Nick Evans – trombone (1,2,4)
- Jimmy Hastings – flauto alto (6), clarinetto bass (1,6)
- Alan Skidmore – sassofono tenore (1,6)